# Pavel Trost
Pavel Trost (ur. 3 października 1907 w Šternberku na Morawach, zm. 6 stycznia 1987 w Pradze) – czeski językoznawca i literaturoznawca. Profesor komparatystyki indoeuropejskiej i filologii bałtyckiej, członek Praskiego Koła Lingwistycznego.
Studiował językoznawstwo indoeuropeistyczne, germanistykę, romanistykę i slawistykę na Wydziale Filozoficznym Uniwersytetu Brneńskiego. W okresie 1937–1938 przebywał na pobycie studyjnym na Litwie. W latach 1948–1956 wykładał na Wydziale Filozoficznym Uniwersytetu Palackiego w Ołomuńcu), gdzie otrzymał także habilitację (1949, docentem został mianowany w 1951 r.). W 1956 r. został zatrudniony na Wydziale Filozoficznym Uniwersytetu Karola w Pradze. W 1961 r. został mianowany profesorem.
Jego żoną była pisarka Helena Šmahelová.